# سیارک ۱۸۴۵۰۸
سیارک ۱۸۴۵۰۸ (به انگلیسی: 184508 Courroux، نامگذاری:2005PR16) صد و هشتاد و چهار هزار و پانصد و هشتمین سیارک کشف شده‌است که در ۱۰ اوت ۲۰۰۵ کشف شد.